# Resolució 1299 del Consell de Seguretat de les Nacions Unides
La Resolució 1299 del Consell de Seguretat de les Nacions Unides fou adoptada per unanimitat el 19 de maig de 2000 després de recordar totes les resolucions anteriors sobre la situació a Sierra Leone. El Consell va ampliar el component militar de la Missió de les Nacions Unides a Sierra Leone (UNAMSIL) per incloure un màxim de 13.000 persones.
Després d'haver estat convençuts de la situació de deteriorament de la seguretat a Sierra Leone, el Consell va declarar que era necessari un ràpid desplegament de reforços per a la UNAMSIL i, per tant, l'operació es va ampliar fins a un màxim de 13.000 efectius militars, inclosos 260 observadors militars ja presents al país. Va encomiar als estats que havien posat a disposició de les tropes UNAMSIL, acceleraren el desplegament i oferiren altres formes d'ajuda militar.
Finalment, en virtut del Capítol VII de la Carta de les Nacions Unides, el Consell va decidir que les restriccions imposades a la Resolució 1171 (1998) no s'aplicaven als estats que cooperaven amb UNAMSIL o el Govern de Sierra Leone.